# Hunucmá
Hunucmá är en kommunhuvudort i Mexiko.   Den ligger i kommunen Hunucmá och delstaten Yucatán, i den östra delen av landet, 1 000 km öster om huvudstaden Mexico City. Hunucmá ligger 6 meter över havet och antalet invånare är 22 288.
Terrängen runt Hunucmá är mycket platt. Runt Hunucmá är det ganska glesbefolkat, med 38 invånare per kvadratkilometer. Hunucmá är det största samhället i trakten. I omgivningarna runt Hunucmá växer i huvudsak lövfällande lövskog.